# Telos
Det græske udtryk telos stammer fra den græske filosof Aristoteles og betegner tingenes eller de levende væsners formål, mening eller mål.
Solens telos er at lyse og varme. Plantens telos er at vokse og sætte frugt. Træets telos er at blive brugt til redskaber eller brænde. Hvis en ting ikke havde en telos, ville den ikke være nødvendig eller meningsfuld.
Begrebets indhold har Aristoteles arvet fra Platon og Sokrates – og kendes også på dansk som formålsårsag. Aristoteles' logik bygger altså på, at alt har et givet – af hvem? – formål og igen hvis vi kan afsløre dette 'formål' er vi nærmere på sandheden. 

## Brugen af begrebet
Begrebet fik igen i den katolske middelalderlige tænkning en central betydning. Tingene eksisterer, fordi de har et formål – en telos.
I nyere tid fik tanken stor betydning med romantikken og den hegelske filosofi. I Hegels historiefilosofi genoptages flere temaer fra den græske og aristoteliske historiefilosofi. I Danmark optræder telostanken hos Grundtvig.
I Det nye Testamente bruges tænketanken om verdens mål eller fuldendelse, saliggørelsen eller herliggørelsen. Hos Paulus er verdens eller livets telos alle menneskers taksigelse eller glæde, frelse og lykke.
Tanken om tingenes formål og mening er filosofisk set det modsatte af den positivistiske eller empiristiske tanke om årsag og virkning.

## Kritik
Platons forestilling om formålsårsagen er grundigt behandlet af Karl Popper i bogen Det åbne samfund og dets fjender – her bliver Platon, Marx og Hegel tage i behandling. 
Popper var også positivismens "banemand", idet han fandt at denne ikke kan give os et endeligt/legitimt bud på alle videnskabens filosofiske behov.

## Anden anvendelse
Telon betyder dels "den endelige løsning" (Endlösung?), og er også navnet på en kodegenerator udviklet af Pansophic i slutningen af 70serne. (CA-Telon)